# Iain Percy
Iain Bryden Percy (Southampton, 21 de marzo de 1976) es un deportista británico que compitió en vela en las clases Finn y Star. 
Participó en cuatro Juegos Olímpicos de Verano, obteniendo en total tres medallas, plata en Sídney 2000 (clase Finn), oro en Pekín 2008 (clase Star junto con Andrew Simpson) y plata en Londres 2012 (Star con Andrew Simpson), además de un 6º lugar en Atenas 2004 (clase Star).
Ganó siete medallas en el Campeonato Mundial de Star entre los años 2002 y 2012, y tres medallas en el Campeonato Europeo de Star entre los años 2005 y 2009. También obtuvo dos medallas en el Campeonato Europeo de Finn, oro en 1999 y bronce en 1998.

## Palmarés internacional
| Juegos Olímpicos   | Juegos Olímpicos     | Juegos Olímpicos  | Juegos Olímpicos |
| Año                | Lugar                | Medalla           | Clase            |
| ------------------ | -------------------- | ----------------- | ---------------- |
| 2000               | Sídney (Australia)   | Medalla de plata  | Finn             |
| Campeonato Europeo |                      |                   |                  |
| Año                | Lugar                | Medalla           | Clase            |
| 1998               | Vilamoura (Portugal) | Medalla de bronce | Finn             |
| 1999               | Ostende (Bélgica)    | Medalla de oro    | Finn             |

| Juegos Olímpicos   | Juegos Olímpicos                | Juegos Olímpicos  | Juegos Olímpicos |
| Año                | Lugar                           | Medalla           | Clase            |
| ------------------ | ------------------------------- | ----------------- | ---------------- |
| 2008               | Pekín (China)                   | Medalla de oro    | Star             |
| 2012               | Londres (Reino Unido)           | Medalla de plata  | Star             |
| Campeonato Mundial |                                 |                   |                  |
| Año                | Lugar                           | Medalla           | Clase            |
| 2002               | Marina del Rey (Estados Unidos) | Medalla de oro    | Star             |
| 2003               | Cádiz (España)                  | Medalla de bronce | Star             |
| 2004               | Gaeta (Italia)                  | Medalla de bronce | Star             |
| 2005               | Olivos (Argentina)              | Medalla de bronce | Star             |
| 2007               | Cascaes (Portugal)              | Medalla de bronce | Star             |
| 2010               | Río de Janeiro (Brasil)         | Medalla de oro    | Star             |
| 2012               | Hyères (Francia)                | Medalla de plata  | Star             |
| Campeonato Europeo |                                 |                   |                  |
| Año                | Lugar                           | Medalla           | Clase            |
| 2005               | Varberg (Suecia)                | Medalla de oro    | Star             |
| 2007               | Malcesine (Italia)              | Medalla de bronce | Star             |
| 2009               | Kiel (Alemania)                 | Medalla de plata  | Star             |